# Batocnema
Batocnema is een geslacht van vlinders uit de onderfamilie Smerinthinae van de familie pijlstaarten (Sphingidae).

## Soorten
- Batocnema africanus (Distand, 1899)
- Batocnema coquerelii (Boisduval, 1875)